# Therme Čatež
Terme Čatež (ausgesprochen: [ˈtʃaːtɛʃ]; deutsch: Bad Tschatesch) ist ein Kur- und Sport- und Erholungszentrum in Slowenien in der Gemeinde Brežice.

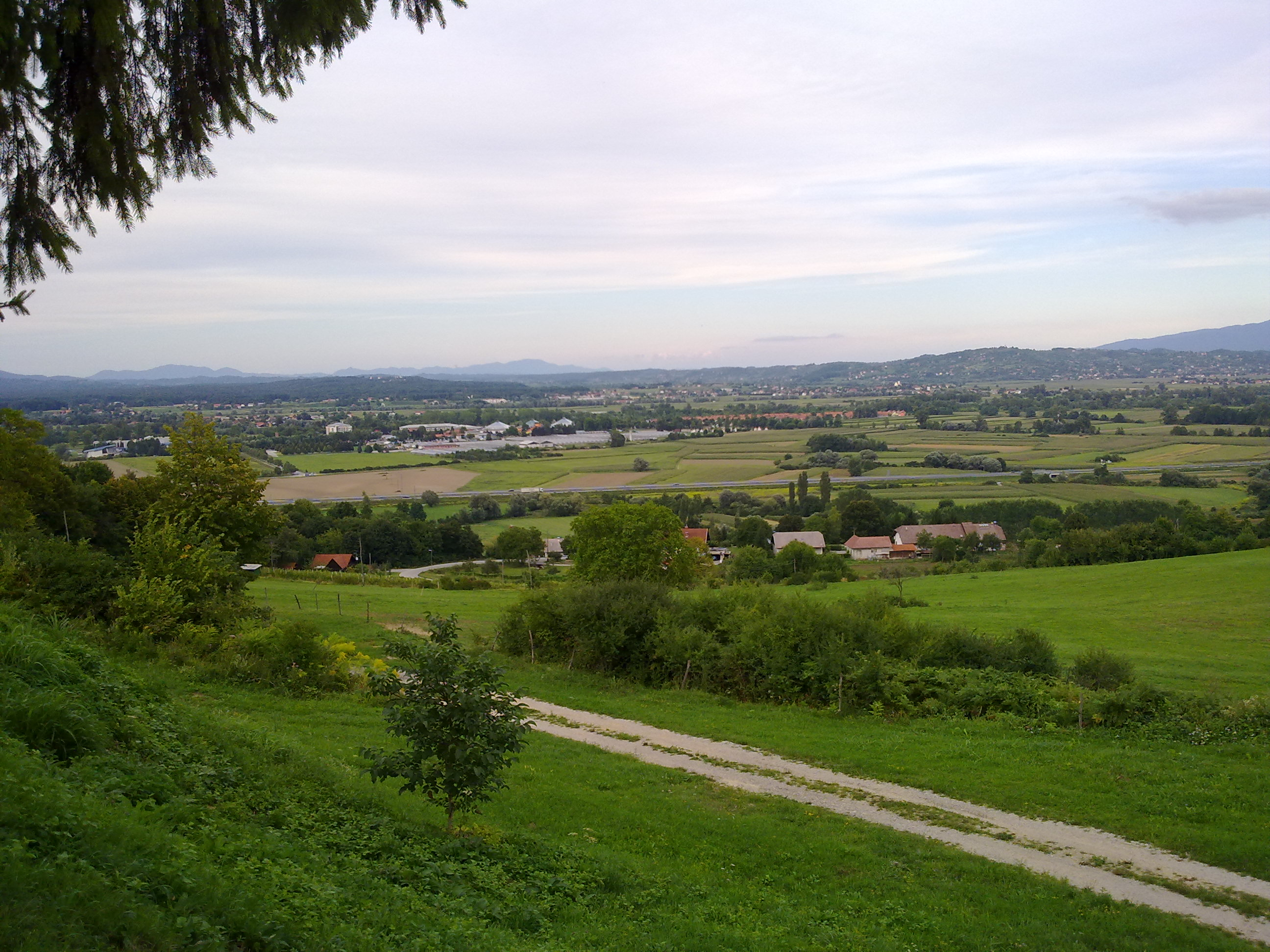

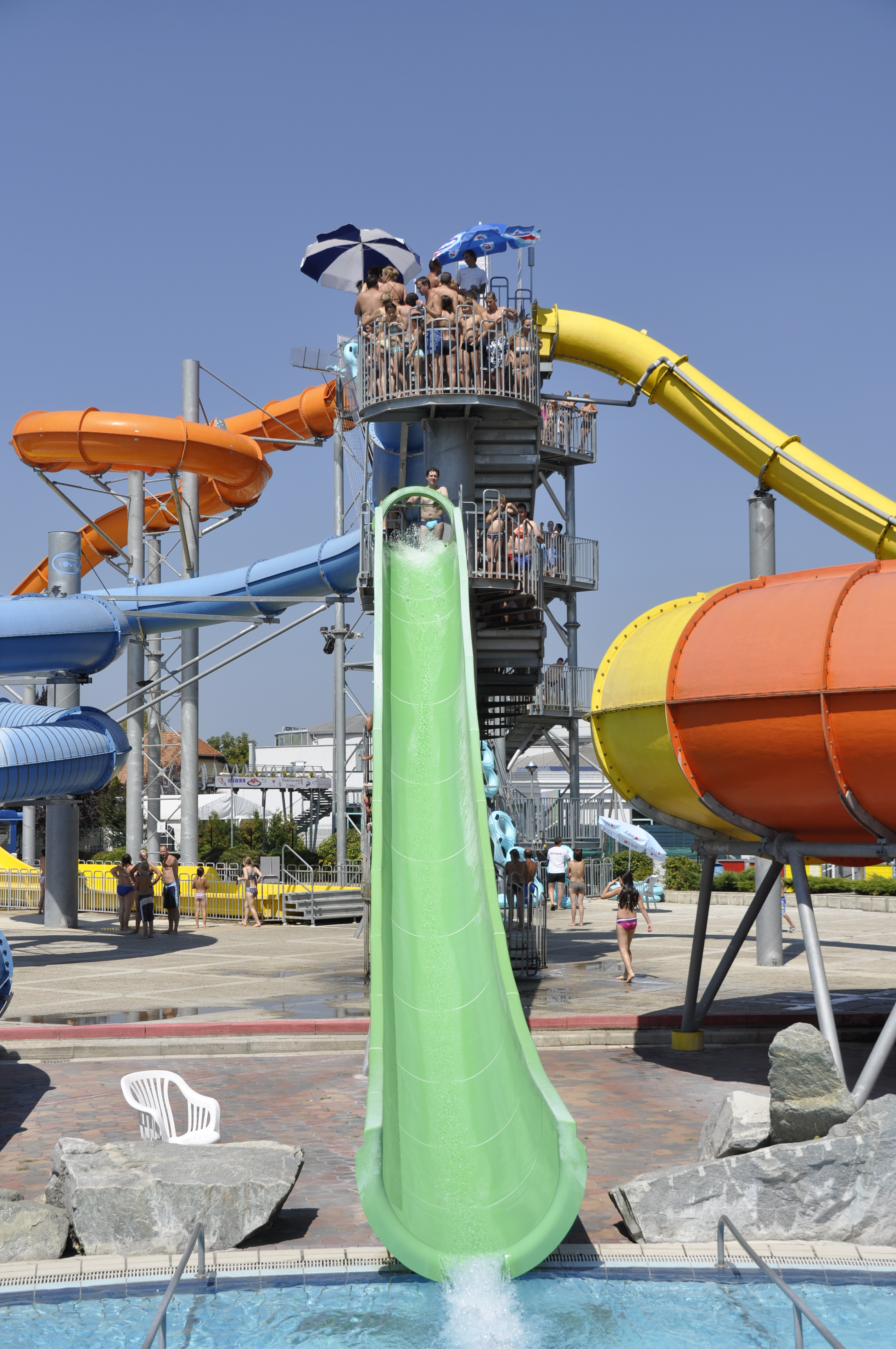

## Lage
Der Komplex von Schwimmbädern und Gastronomieeinrichtungen liegt auf einer Höhe von 145 m am rechten Ufer der Save, unmittelbar nach der Einmündung des Flusses Krka, neben der Autobahn Ljubljana – Zagreb. Der Kurkomplex liegt etwa 1,5 km von der Siedlung Čatež ob Savi entfernt und erstreckt sich über eine Schwemmlandterrasse, fast unmittelbar am Beginn der ersten Nordhänge des Gorjanci-Gebirges.

## Beschreibung
Die Terme Čatež wird von 11 Thermalquellen gespeist, aus denen das Wasser aus einer Tiefe von 300 bis 600 m mit einem durchschnittlichen Durchfluss von 60 Litern pro Sekunde und einer Temperatur von 42 °C bis 63 °C kommt. Die Anlage ist einer der größten Schwimmbadkomplexe Sloweniens. Auf einer Fläche von 10.000 m² gibt es 7 Außenbecken, ausgestattet mit künstlichen Wasserfällen und einer Insel, sowie einer kleineren Winter-Thermalriviera mit überdachten Pools auf einer Fläche von 1.800 m². Die Wassertemperatur in den Becken liegt zwischen 32 ⁰C–33 ⁰C und 35 ⁰C–36 ⁰C.

## Geschichte
Vor mehr als 200 Jahren wurden am Ufer der Save Thermalquellen entdeckt. Der Ort wurde damals unter dem Namen Bad Tschatesch (Čatežke Toplice) bekannt.
Umfangreiche Forschungen mit Bohrungen wurden in den Jahren 1957 und 1958 durchgeführt. Man entdeckte weitaus mächtigere Quellen in größeren Tiefen, was die Erweiterung des Heilbades ermöglichte.
Seinen eigentlichen Aufschwung erlebte das Thermalbad Anfang der 1960er Jahre, als die ersten modernen Gebäude und Schwimmbäder gebaut wurden.